# Лёгкая атлетика в Марий Эл
Лёгкая атлетика в Марий Эл является одним из самых массовых и популярных видов спорта. По итогам статистического отчёта Министерства молодёжной политики, спорта и туризма Республики Марий Эл за 2021 год количество занимающихся лёгкой атлетикой в регионе составило 18 555 человек, что составляет 9,9 % от общего количества занимающихся спортом в республике. Выше показатель только у плавания (22 844 чел.) и футбола (18 924 чел.).

## Развитие лёгкой атлетики в республике
Первые упоминания в сохранившихся литературных источниках о легкоатлетических соревнованиях в марийской республике связаны с традиционной майской эстафетой, которая впервые состоялась 2 мая 1936 года. При этом активное развитие это вид спорта в регионе получил только в конце 1950-х годов. Лишь в 1960 году в отдельных спортивных обществах появились организованные группы занимающихся лёгкой атлетикой. После этого результаты марийских бегунов, прыгунов, метателей и ходоков начали расти, некоторые спортсмены вышли на всесоюзный уровень.
Первым мастером спорта СССР в республике стал марафонец Николай Петрович Партионов, это звание ему было присвоено в 1965 года. В последующем звания мастера спорта получили ещё 37 представителей марийской земли, пять из них достигли затем уровня мастер спорта России международного класса, почётного звания «заслуженный мастер спорта» была удостоена уроженка Медведевского района Марийской АССР Римма Алексеевна Пальцева.
С 1966 года в целях подъёма уровня лёгкой атлетики республиканский спортсоюз решил проводить соревнования по этому виду среди добровольных спортивных обществ. В это время в активную работу влились специализированные отделения детской спортшколы, МГПИ, ПЛТИ, спортклуба «Дружба», городского отдела народного образования города Волжска.
К началу 1970-х годов в городе Йошкар-Оле по лёгкой атлетике тренерскую деятельность вели Геннадий Бобков (пединститут), С. Соловьёв (спортклуб «Дружба»), Алексей Гоник (радиомеханический техникум), Николай Морозов (технологический техникум), П. Кудрявцев (республиканский спорткомитет). Мощным импульсом развития вида стало подключение к работе переехавших в Марийскую АССР Геннадия Свиридова, Виталия Пожидаева, Анны Райныш, Рафката Бикчурова, а впоследствии Валентина Евстратова, Юрия Тимофеева, Леонида Митькина.
В 1980—1990-е годы несколько бегунов из числа призёров чемпионатов СССР и России участвовали в отборе за право выступить на Олимпийских играх. Однако так ни один из легкоатлетов из Марий Эл не стал участником этого крупнейшего мирового события. В 1986 году в Играх доброй воли выступал Александр Евстафьевич Таников, который был кандидатом на поездку в 1984 году в Лос-Анджелесе (эти Олимпийские игры Советский Союз бойкотировал). В последующие годы наиболее близко к попаданию на Олимпиаду были Фарит Шарипович Гаптуллин и Алевтина Михайловна Васильева (ныне — Иванова).
На рубеже второго и третьего тысячелетий значимых успехов на международной арене удалось добиться представителям марийского суточного бега Римме Пальцевой и Владимиру Тивикову.
В XXI веке участницами чемпионатов и первенств мира, а также Европы, становились мастера спорта России международного класса Людмила Олеговна Лебедева и Айвика Сергеевна Маланова (ныне — Субаева). Людмила участвовала в двух чемпионатах мира в Москве и Пекине, это её самые значимые соревнования, а Айвика была заявлена на чемпионат мира по легкоатлетическим эстафетам 2014 года, который проходил в Нассау (Багамские острова), но она менее чем за час до старта получила травму, вследствие чего её команда не стартовала. С 2015 года Всероссийская федерация лёгкой атлетики является дисквалифицированной Международной ассоциацией легкоатлетических федераций (в настоящее время — World Athletics), поэтому возможности на участие в Олимпиаде и в других крупных мировых форумах у обеих спортсменок нет.

## Действующие легкоатлеты Республики Марий Эл
В 2022 году в список кандидатов в сборные команды по лёгкой атлетике Российской Федерации вошли Людмила Лебедева, Егор Кузнецов, Андрей Мошкин и Максим Александров. В республиканский состав для участия во всероссийских соревнованиях на этот же период включены 60 действующих легкоатлетов и 9 специалистов. В 2022 году было установлено 8 высших достижений региона в четырёх дисциплинах: бег 1000 м, эстафета 4×100 м, эстафета 4×400 м — смешанная, эстафета 100 м + 200 м + 300 м + 400 м.

## Книги и статьи о лёгкой атлетике Республики Марий Эл
В настоящее время легкоатлетическая история Республики Марий Эл отражена в нескольких источниках, как в виде книг, брошюр, заметок в журналах, так и в электронных архивах. С 2005 года началась работа по систематизации исторических событий и явлений в сети Интернет.
Книга о лёгкой атлетике Марий Эл, описывающая почти всю её историю прошлого века, написана Юрием Ивановичем Ерофеевым и издана в 1999 году под названием «Бегуны». Она включает в себя две части: первая посвящена автору, вторая — известным марийским бегунам своего времени.
Второе из известных изданий принадлежит Юрию Анатольевичу Микушеву, его книга «Бег, который не кончается» рассказывает о сверхмарафонцах республики, в числе которых призёры чемпионатов мира и крупнейших европейских соревнований по суточному бегу.
Из статей наибольший охват получила заметка из журнала «Лёгкая атлетика», в его восьмом номере за 2000 год.
Про Йошкар-Олинский полумарафон написал известный в республике общественный деятель и публицист Валерий Александрович Мочаев, в своей работе «Дистанция праздника» он рассказал об истории забега на 21 км 97,5 м, первый из которых стартовал в 1983 году. Другому событию, майской легкоатлетической республиканской эстафете, приуроченной ко Дню Победы и Дню радио, посвятил труд «История лёгкой атлетики: Олимпизм, Россия, Марий Эл» Александр Николаевич Шалгин, в чём ему помогал ныне действующий председатель Федерации лёгкой атлетики Марий Эл Алексей Николаевич Гребнев.

## Направления лёгкой атлетики в регионе
Лёгкая атлетика в Республике Марий Эл развивается:
- по программе федерального стандарта в двух спортивных школах — ГБУ ДО Республики Марий Эл «СШОР по лёгкой атлетике» и МБУ «Медведевская СШ»;
  - в училище олимпийского резерва;
  - в ГБУ Республики Марий Эл «ЦСП»;
- по программам дополнительного образования и физкультурно-оздоровительного направления в муниципальных образованиях и городах;
  - в коллективах физической культуры двух вузов (ФГБОУ ВО «МарГУ» и ФГБОУ ВО «Волгатех») и других образовательных учреждениях;
  - в клубах любителей бега, крупнейшим из которых является «Айвика».

Для лиц с ограниченными возможностями здоровья проводятся бесплатные занятия по линии паралимпийской спортивной школы, лидером которой является Михаил Липатников, становившийся призёром чемпионатов России и включённый в резервный список кандидатов в сборные команды страны по спорту лиц с поражением опорно-двигательного аппарата.
Все более популярными становятся еженедельные субботние бесплатные пробежки «5 вёрст».
В 2022 году на базе спортивного комплекса «Арена Марий Эл», Центра развития внешкольного спорта и республиканской спортшколы олимпийского резерва сформировано новое направление «Лёгкая атлетика для всех» (для лиц 18 лет и старше), дополнившее программы спортивной подготовки (для детей 9—17 лет) и «Лёгкая атлетика детям 6—8 лет», благодаря чему расширился контингент занимающихся этим видом.

## Спортивная инфраструктура
На территории республики много мест, где можно заниматься лёгкой атлетикой, наиболее обустроенными для этого являются объекты Автономного учреждения «Управление спортивных сооружений Республики Марий Эл», в базу которых входят расположенные в Йошкар-Оле стадион «Дружба» и легкоатлетический манеж «Арена Марий Эл».

## Федерация лёгкой атлетики Республики Марий Эл
Председателем Региональной физкультурно-спортивной общественной организация «Федерация лёгкой атлетики Республики Марий Эл» является Гребнев Алексей Николаевич, в её правление входят Волкова Юлия Александровна, Лукьянов Константин Петрович, Лютова Зоя Фёдоровна, Максимова Ольга Николаевна, Новосёлов Евгений Васильевич и Соколов Владимир Германович.